# Бражник очкастий
Очкастий бражник (Smerinthus ocellatus L.) — нічний метелик з родини бражникових.

## Опис
Передні крила з витягнутою вершиною і з вирізкою на нижній частині зовнішнього краю, з темними розмитими плямами і світлими полями. Задні крила червоно-рожеві, з синіми плямами, схожими на око, облямоване чорним кругом (звідси і назва), по одній плямі на крилі. На спинці велика темно-бура пляма. Черевце товсте, загострене. У розмаху крил 75-80 мм. Доросла гусениця сизо-зелена або жовто-зелена, велика, товста, з синьо-зеленим рогоподібним виростом на задньому членику черевця, з білими косими смужками по боках кожного сегмента. Спереду тіло звужене. Голова з двома жовтими вигнутими лініями. Довжина гусениці 70 мм, ширина- 10-11 мм. Заляльковується в ґрунті. Протягом року розвивається одне покоління. В кінці травня — на початку червня вилітає метелик. Поширений бражник переважно в Поліссі і Лісостепу України.

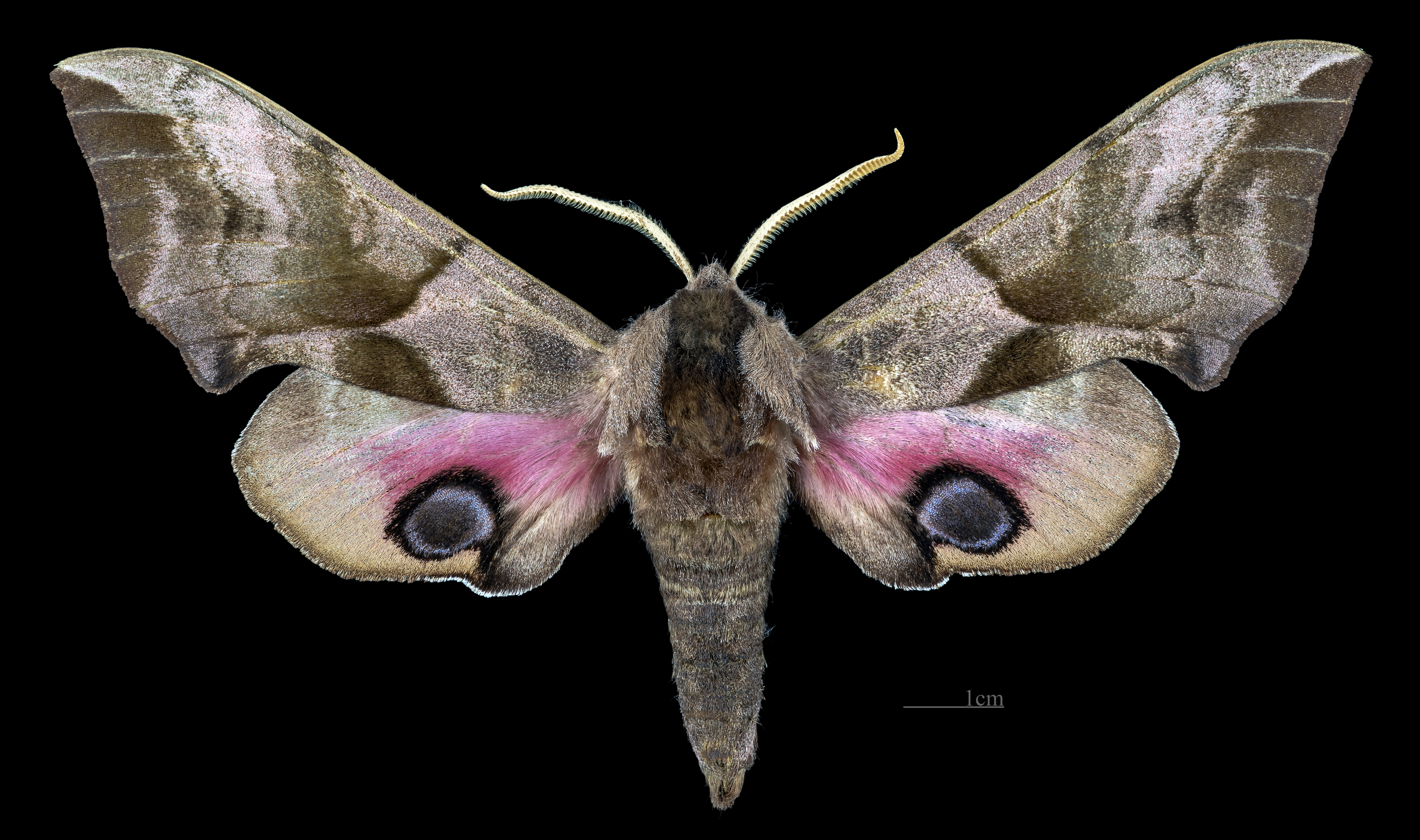
Smerinthus ocellata ♀
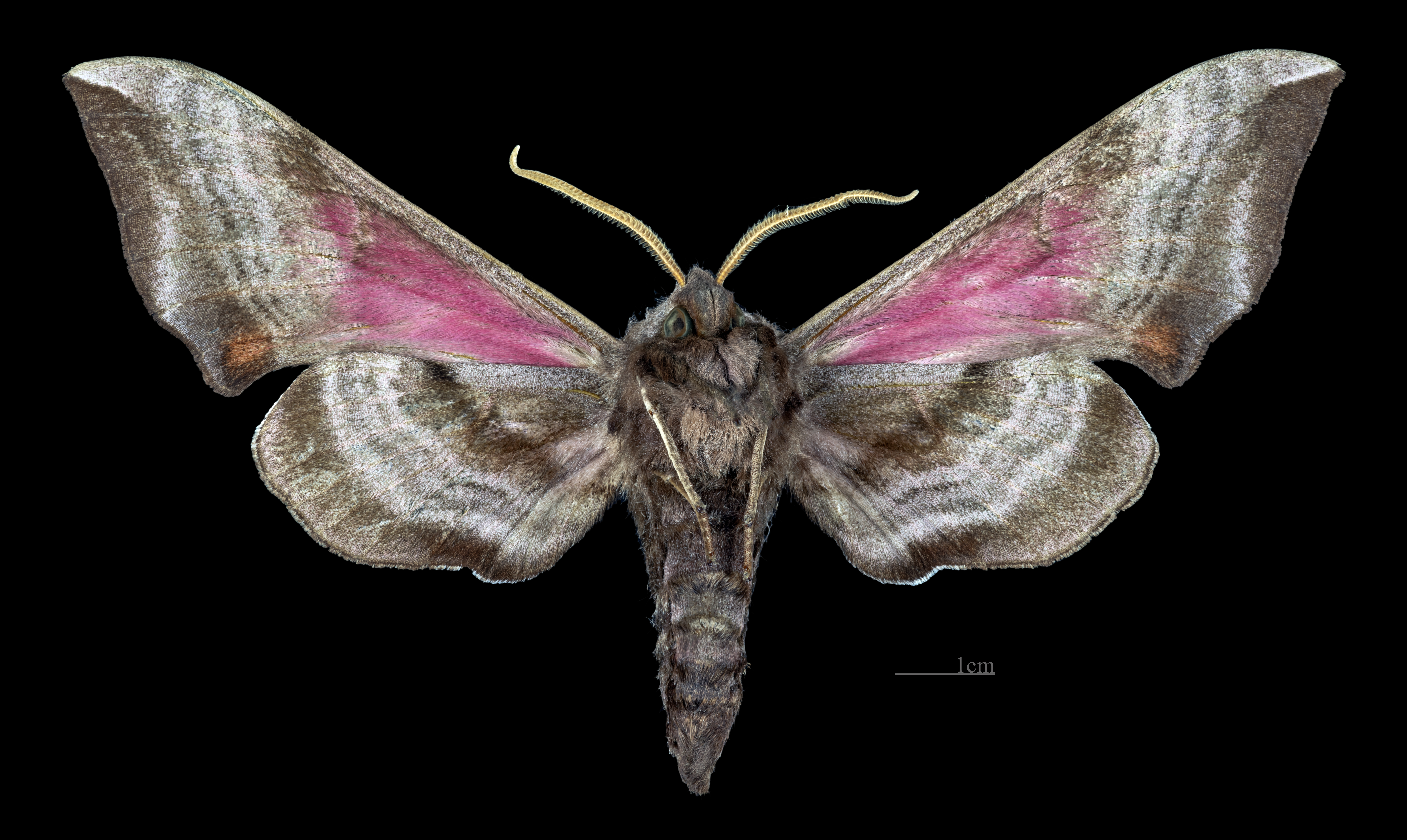
Smerinthus ocellata  ♀ △
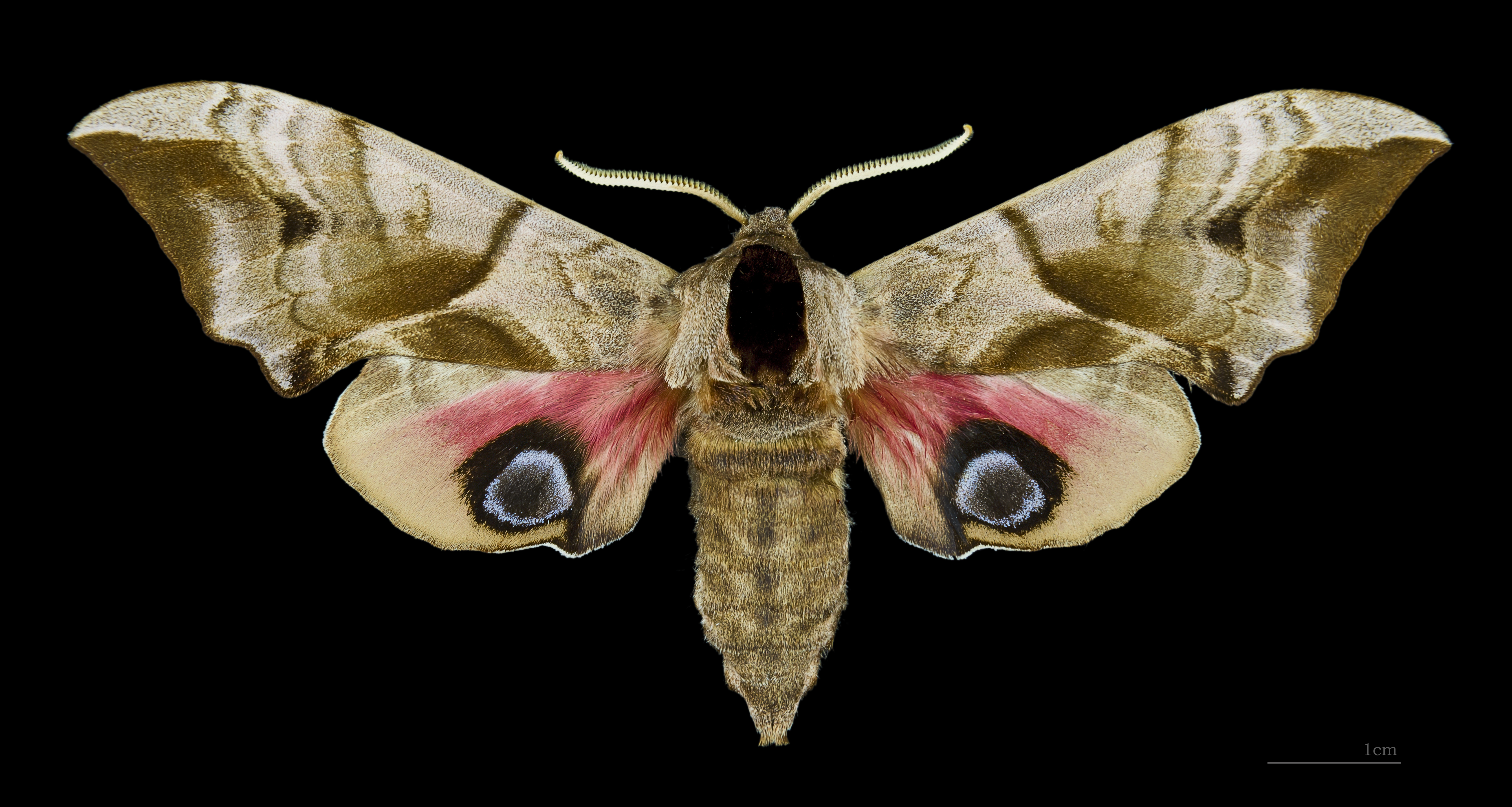
Smerinthus ocellata ♂
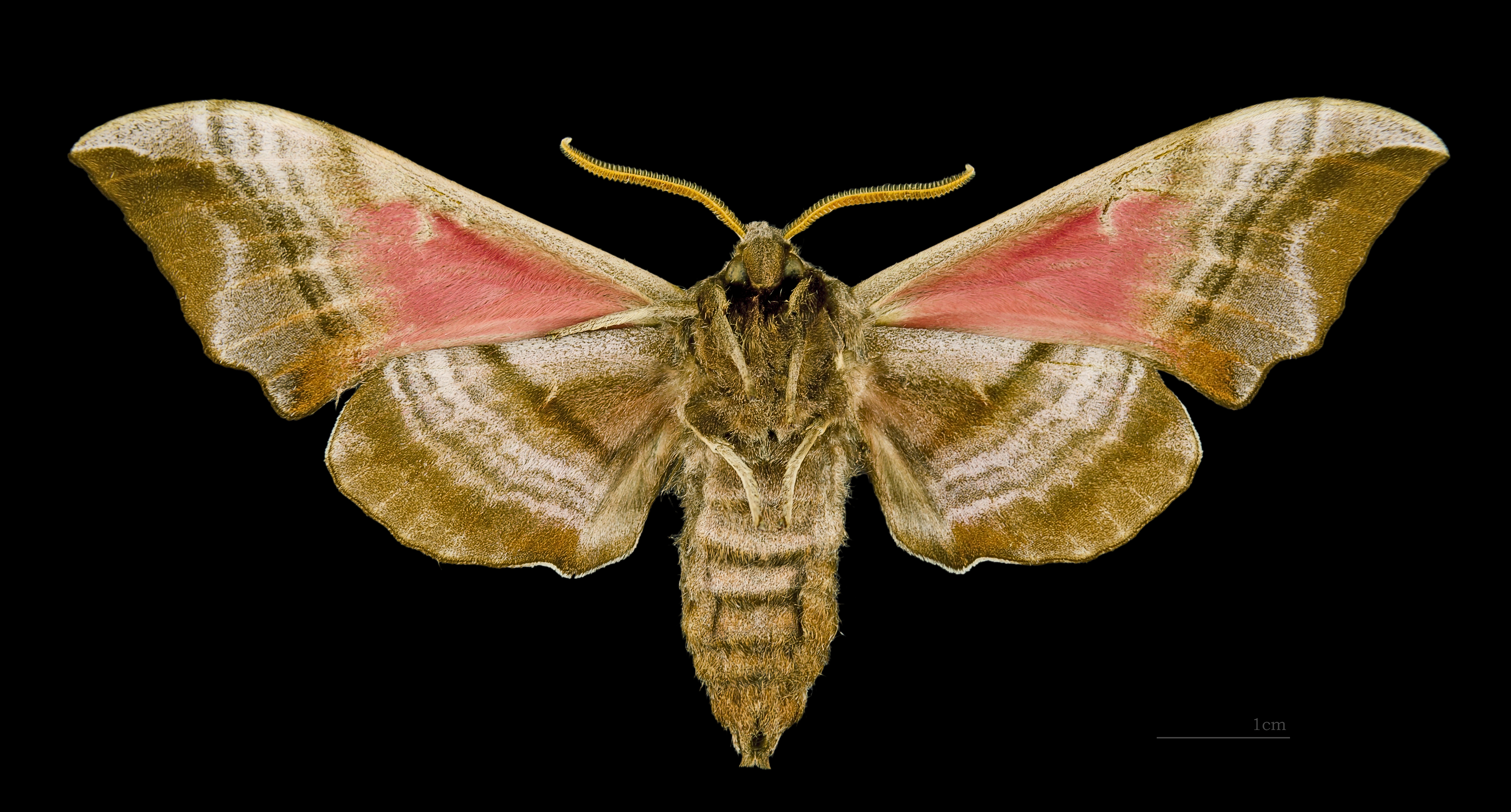
Smerinthus ocellata ♂  △
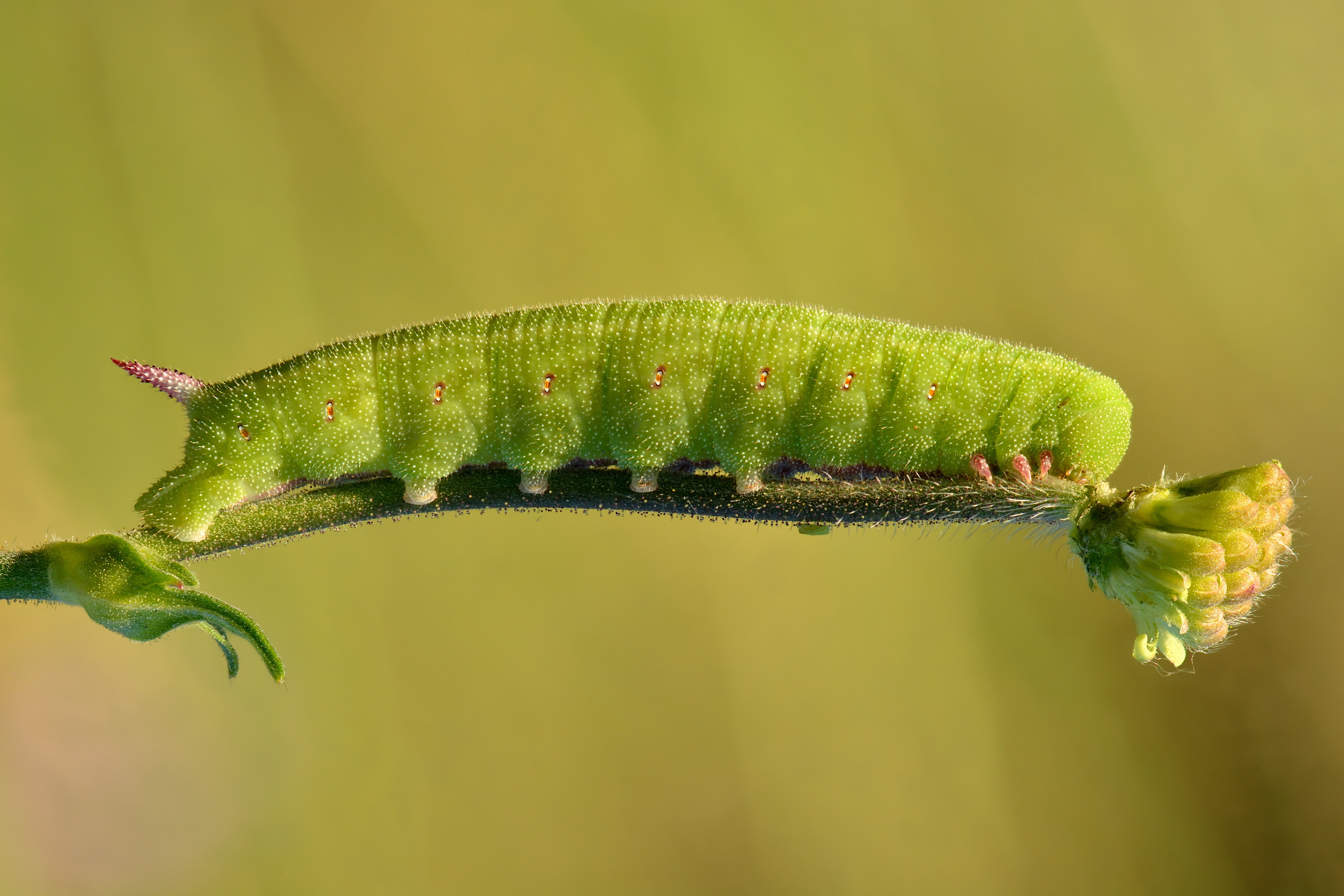
Гусениця

### Імаго
Великі або середньої величини метелики, з потужним, часто конусоподібно загостреним на кінці тілом і вузькими витягнутими крилами. Розмах крил 30-175 мм. У більшості видів 80-100 мм. Вусики довгі, веретеноподібні, зазвичай із загостреною і гачкоподібдно загнутою вершиною. Очі круглі, голі, часто прикриті згори чубком з подовжених лусочок. Хоботок зазвичай дуже довгий, перевищує у декілька разів довжину тіла, рідше короткий, іноді зредукований. Губні полапки добре розвинені, загнуті догори, із зовнішнього боку густо покриті лусочками, з внутрішньої сторони зазвичай позбавлені лускатого покриву.
Лапки несуть декілька рядів коротких, міцних шипиків. Черевце покрите прилеглими лусочками, зібраними на кінці у вигляді пензлика або широкої щітки. Передні крила більш ніж в 2 рази довші за свою ширину, з підгостреною вершиною. Їх зовнішній край рівний або різьблений, з глибокими вирізками між жилками, сильно скошений до заднього краю, іноді округлий. Задні крила зазвичай в 1,5 разу довше за свою ширину, помітно скошені до заднього краю, з неглибокою виїмкою по зовнішньому краю перед анальним кутом. Зачіпка зазвичай добре розвинена, іноді рудиментарна.

### Гусениця
Гусениці досить великі, з п'ятьма парами ніг. Забарвлення досить яскраве, з косими смужками і плямами у вигляді очей. Гусениці розвиваються переважно на деревних і чагарникових породах, значно рідше — на трав'янистих рослинах, відрізняються вузькою харчовою вибірковістю і найчастіше здатні живитися тільки на одному або декількох близькоспоріднених видах рослин; багатоїдні види серед бражників зустрічаються рідко. На задньому кінці тіла гусениці майже завжди є характерний щільний наріст — «ріг». Гусениці проявляють активність в присмерковий і нічний час доби.

### Лялечка
Лялечка відрізняється тим, що на задньому кінці у неї є підвищення у вигляді рогу, якого позбавлені тільки небагато видів.